# Sucesos (revista)
Sucesos fue una revista ilustrada chilena, editada en Valparaíso, de publicación semanal entre los años 1902 y 1932. Fundada por los hermanos Gustavo y Alberto Helfmann, la revista recogía información sobre los acontecimientos noticiosos nacionales y extranjeros, junto a caricaturas y fotografías instantáneas, además de la publicación de textos literarios e informativos.

## Historia
La revista fue fundada por los hermanos Gustavo y Alberto Helfmann, hijos de Guillermo Helfmann, pionero de la industria gráfica en Chile. Su primer número apareció el 18 de agosto de 1902 con una fotografía del puerto de Valparaíso en la portada y con un precio de 10 centavos. En el año 1905 Gustavo compró a su padre la Imprenta Universo, que era donde se imprimía la revista.
En sus primeros años dedicó gran parte de su información a la crónica policial, con testimonios textuales y gráficos de los crímenes que acontecían en Valparaíso y Santiago. Especial atención se brindaba también a las fotos de personajes, paisajes urbanos, eventos, y los paseos, fiestas y encuentros de las diversas comunidades extranjeras residentes en el puerto de Valparaíso, destacando las colonias alemana e italiana.
La inclusión de fotografías artísticas, la buena calidad del papel y la impresión a color de su portada y de algunas imágenes interiores, le permitieron a Sucesos marcar una pauta tecnológica y estilística entre los medios de la época, que posteriormente fue incorporada a otros diarios y revistas como Zig-Zag. Su influencia superó los márgenes de la ciudad de Valparaíso, gracias a una amplia red de distribuidores y suscriptores en Santiago, así como de corresponsales en provincias.
La caricatura política tenía gran importancia tanto en la portada como al interior de la revista, con una línea editorial crítica hacia las acciones gubernamentales locales como las del gobierno municipal de Valparaíso y del gobierno central, en especial al gobierno de Pedro Montt entre los años 1906 y 1910. La revista acogió a varios dibujantes y caricaturistas como el alemán Carlos Wiedner, Raúl Figueroa, Walter Balbier, y Jorge Délano, bajo el seudónimo de Coke.
En el año 1932, alentada por las secuelas de la gran crisis de 1929, la revista anunció un cambio radical al publicar su último número e informar que ya no era capaz de capturar el acelerado ritmo en que se desenvolvía la actualidad noticiosa. Su fin dio paso a la creación de una nueva revista llamada El Nuevo Sucesos, que duplicó su formato y rompió con la tradición gráfica de Sucesos, y que fue publicada hasta 1934.